# Холм одного дерева (сезон 6)
«Холм одного дерева» (англ. One Tree Hill) — американский телесериал, молодёжная драма. Премьера состоялась 23 сентября 2003 года на телеканале The WB.

## Сюжет
В 6 сезоне нашим героям предстоит принять решения, которые изменят их жизни навсегда!
Люк наконец-то делает предложение Пейтон, она соглашается. Брук должна будет сразиться за свою самостоятельность лицом к лицу с матерью. На Брук нападают с собственном магазине,её жестоко избивают, у неё украли эскизы новой коллекции, и она решает, что это дело рук её мамы, которая накануне ей угрожала. Маус определится насчет работы телеведущего. Ден будет пытаться окупить свои грехи. Брук возьмёт к себе жить подростка-сироту.
Оказывается, эта девушка - Оторва. Брук разочаровывается, так как она не думала, что всё будет так сложно. Но их отношения со временем налаживаются. Выясняется, что то нападение в магазине было не случайным и тем более не дело рук матери.
Пейтон беремена.
Большая опасность, что Пейтон не выживет,если родит этого ребёнка. Она решается родить, но Лукас предлагает сделать аборт.
Свадьба Лукаса и Пейтон, Пейтон на 8-м месяце беременности, свадьба проходит отлично. Но в конце вечера у Пейтон открывается кровотечение.

## В ролях
- Чад Майкл Мюррей в роли Лукаса Скотта
- Джеймс Лафферти в роли Нейтана Скотта
- Бетани Джой Галеоти в роли Хэйли Джеймс Скотт
- Хилари Бёртон в роли Пэйтон Сойер
- София Буш в роли Брук Дэвис
- Пол Йоханссон в роли Дэна Скотта
- Джексон Брундаж в роли Джеймса Лукаса Скотта
- Ли Норрис в роли Марвина «Мауса» МакФаддена
- Энтвон Таннер в роли Энтвона «Скилза» Тейлора
- Барбара Элин Вудс в роли Дэб Скотт
- Лиза Голдштайн в роли Милисент Хакстэйбл

## Приглашённые звёзды
- Остин Николс — Джулиан Бэйкер
- Барбара Элин Вудс — Дэб Ли
- Стивен Коллетти — Чейз Адамс
- Дафна Зунига — Виктория Дэвис
- Торри ДэВитто — Няня Кэрри
- Робби Джонс — Квентин Филдз
- Кейт Вогель — Миа Каталано
- Михаэлла Макманус — Линдси Страусс
- Джо Манганьелло — Оуэн Морелло
- Вон Уилсон — Ферги
- Каллен Мосс — Джанк
- Мойра Келли — Карен Ро
- Барри Корбин — Уайти Дюрэм
- Джеймс Ван Дер Бик — Рис Диксон
- Эшли Рикардс — Саманта "Сэм" Уокер

Эван Питерс - Джек Дениэлс

## Описание эпизодов
| Эпизод | Название | Дата выхода в эфир    | Режиссёр              | Сценаристы                     |
| --- | --- | --------------------- | --------------------- | ------------------------------ |
| | |                       |                       |                                |
| 6x01 | Touch Me I'm Going To Scream / Хоть пальцем дотронешься – я закричу!                                          | 1 сентября 2008 года  | Стюарт Гиллард        | Марк Швон                      |
| Лукас и Пейтон решают пожениться, правда, понимают, что Лас-Вегас – не самое романтичное место. Виктория хочет полностью завладеть компанией Брук. На Брук нападают в её магазине. Нэйтан получает новость, которая может полностью изменить его карьеру. Маус и Милисент должны принять важное решение. | |                       |                       |                                |
| | |                       |                       |                                |
| 6x02 | One Million Billionth Of A Millisecond On A Sunday Morning / Доля секунды утром в воскресенье                 | 8 сентября 2008 года  | Грег Пранж            | Марк Швон                      |
| Брук получает неожиданную помощь со стороны Деб, а Джейми застаёт Скилза и бабушку целующимися. Лукас и Пейтон возвращаются из Лас-Вегаса. Все удивлены их решением пожениться. Нэйтан тренируется с Квентином, а Хейли волнуется за благополучие мужа, а Кэрри держит Дена в заложниках, чтобы отомстить Нейтану и Хейли. | |                       |                       |                                |
| | |                       |                       |                                |
| 6x03 | Get Cape. Wear Cape. Fly. / Готовься к взлёту!                                                                | 15 сентября 2008 года | Лиз Фридлэндэр        | Марк Швон                      |
| Всех поразила внезапная смерть Квентина. Брук скрывает ото всех правду о вечере ограбления. Ден находит таинственную могилу, пока пытается сбежать из дома Керри. Нэйтан и Хейли пытаются объяснить Джейми, что такое смерть близкого человека, а Скилз знакомится с горюющей семьёй Квентина. | |                       |                       |                                |
| | |                       |                       |                                |
| 6x04 | Bridge Over Troubled Water / Мост через роковые воды                                                          | 22 сентября 2008 года | Пол Йоханссон         | Тэррэнс Коли                   |
| Лукас работает с «Воронами», а Хейли пытается найти Дена. Брук пытается справиться со своим прошлым и отправляется в Нью-Йорк, чтобы помешать своей матери завладеть компанией. Нэйтан узнаёт об отношениях Скилза и Дэб. Пейтон приятно удивлена, когда известный музыкант приходит в её студию и рассказывает много интересных историй о её родителях, а Нэйтану видится Квентин.                                                 | |                       |                       |                                |
| | |                       |                       |                                |
| 6x05 | You've Dug Your Own Grave, Now Lie In It / Вини во всём только себя!                                          | 29 сентября 2008 года | Джон Ашер             | Уильям Х. Браун                |
| Лукас и Пейтон назначают дату свадьбы. После разговоров с Миком, Пейтон уверена, что он - её отец. Лукас едет в Нью-Йорк на встречу с Линдси насчёт его следующей книги и чтобы всё прояснить между ними. Нэйтана просят стать тренером баскетбольной команды, а Хэйли, Джейми, Дэб и Дэн грозит опасность, когда Кэрри окончательно теряет над собой контроль. Между тем, Брук находит общий язык с Сэм.                           | |                       |                       |                                |
| | |                       |                       |                                |
| 6x06 | Choosing My Own Way Of Life / Я буду жить так, как захочу!                                                    | 13 октября 2008 года  | Клар Мэтис            | Джон А. Норрис                 |
| Оуэн возвращается в город и представляет Нейтану баскетбольную команду «Slamball» и хочет, чтобы Нэйтан стал её членом. Тем временем, Маус продолжает работать в Омахе, а Брук по кусочкам собирает свою жизнь. Лукас отправляется в тур по Небраске в рамках промокампании своей книги, а Пейтон пытается осознать, что её настоящий отец – Мик.                                                                                   | |                       |                       |                                |
| | |                       |                       |                                |
| 6x07 | Messin' With the Kid / Детские забавы                                                                         | 20 октября 2008 года  | Грег Пранж            | Майкл Хирро и Дэвид Страусс    |
| Между Джейми и мальчиком по имени Чак происходит драка. У Пейтон и Лукас возникают первые предсвадебные проблемы. Маусу выпадает возможность пройти практику, а между Денном и Дэб происходит важный разговор. Хейли решает поговорить с матерью Чака, но между молодыми женщинами происходит ссора. Саманта всё ещё находится на попечении Брук, а Оуэн не решает назначить девушке свидание.                                      | |                       |                       |                                |
| | |                       |                       |                                |
| 6x08 | Our Life Is Not a Movie Or Maybe / Реальная жизнь или...                                                      | 27 октября 2008 года  | Питер Ковальски       | Марк Швон                      |
| Кажется оба брата Скотт находятся на пороге крупного успеха – Нэйтану предложили место в баскетбольной команде, а Лукас хочет экранизировать свою книгу. Он предлагает Линдси принять участие в съёмках, чем заставляет Пейтон ревновать. Возможность Мауса пройти практику становится угрозой для его с Милисент отношений. | |                       |                       |                                |
| | |                       |                       |                                |
| 6x09 | Sympathy For The Devil / Сочувствуя Дьяволу!                                                                  | 3 ноября 2008 года    | Брэдли Уолш           | Майкл Дэниэлс                  |
| Сэм даёт Джейми несколько уроков насчёт денег. Брук не решается вновь начать встречаться с Оуэном. Нэйтан сталкивается лицом к лицу со старым врагом, а возможность снять фильм по своей книге ставит Лукаса перед выбором. Пейтон, между тем, знакомится с кинопродюсером Джулианом. | |                       |                       |                                |
| | |                       |                       |                                |
| 6x10 | Even Fairy Tale Characters Would Be Jealous / Сжигающая зависть                                               | 10 ноября 2008 года   | Дженис Кук            | Никки Шифельбэйн               |
| Лукас пытается узнать у Джулиана, что было между ним и Пейтон. Хейли испытывает боязнь сцены на концерте. Брук отвечает на телефонный звонок, который возможно разъяснит ситуацию между ней и Самантой. Милисент кажется, что Жижи угрожает её отношениям с Маусом. Между тем, «воображаемый друг» Нэйтана наставляет его на путь истинный.                                                                                         | |                       |                       |                                |
| | |                       |                       |                                |
| 6x11 | We Three (My Echo, My Shadow & Me) / Нас трое: моё эхо, моя тень и Я                                          | 17 ноября 2008 года   | Джо Давола            | Чед Майкл Мюррэй               |
| Лукас в своих мечтах переносится в прошлое и представляет, чтобы было с ними. Маус ищет новость, которая сможет потрясти город! У Брук появляются деньги и проблемы… с мужчинами! Ден пытается наладить контакт с Хейли, а Лукас становится новым владельцем «Кафе Карен». | |                       |                       |                                |
| | |                       |                       |                                |
| 6x12 | You Have To Be Joking (Autopsy Of The Devil's Brain) / Ты, должно быть, шутишь? (Аутопсия дьявольских мозгов) | 24 ноября 2008 года   | Марк Швон             | Марк Швон                      |
| Брук застаёт в своей комнате Саманту с мальчиком по имени Джек, а Джулиан просит её сделать костюмы для фильма. Пейтон пытается помочь Мии сосредоточиться на работе над её следующим альбомом. Лукас отправляется в Голливуд на встречу со знаменитым режиссёром. Тем временем, Нэйтану выпадает шанс всей его жизни, Хейли отвозит Джейми на конкурс талантов в его школе, а между Милисент и Маусом происходит ссора из-за Жижи. | |                       |                       |                                |
| | |                       |                       |                                |
| 6x13 | Things A Mama Don't Know / Мама не в курсе                                                                    | 5 января 2009 года    | Майкл Джей Леоен      | Карин Гист                     |
| Пейтон делится ошеломляющей новостью с Лукасом. Брук отчаянно ищет сбежавшую Сэм и случайно находит того, кто напал на неё в магазине. Между тем, Миллисент делает нелёгкое признание перед Маусом, а Лукас узнаёт, что Джулиан скрывал от него нечто важное. Чейз возвращается домой, чтобы узнать, что Оуэн вернулся к своим старым привычкам.                                                                                    | |                       |                       |                                |
| | |                       |                       |                                |
| 6x14 | A Hand To Take Hold Of The Scene / Рука, на которую можно опереться                                           | 12 января 2009 года   | Чед Майкл Мюррэй      | Майк Дэниэлс                   |
| Новости о Пейтон стремительно распространяются по городу. Брук пытается понять истинные намерения Джулиана, а Лукас и Пейтон присматривают за Джейми и его другом. Хэйли и Нэйтан идут на двойное свидание с Мией и Чейзом, а Миллисент пытается наладить свои отношения с Маусом. | |                       |                       |                                |
| | |                       |                       |                                |
| 6x15 | We Change, We Wait / Мы меняемся и ждём того же от других                                                     | 19 января 2009 года   | Лэс Батлер            | Джон Норрис                    |
| Лукас и Джулиан понимают, что найти нового режиссёра для фильма - весьма непростая задача. Пейтон озадачена подарком Лукаса, а Брук пытается справиться со сложностями, возникшими в её личной жизни. | |                       |                       |                                |
| | |                       |                       |                                |
| 6x16 | Screenwriter's Blues / Творческий кризис                                                                      | 2 февраля 2009 года   | Бэттани Джой Галеотти | Майк Херро и Дэвид Страусс     |
| Лукас занят подбором актёров на роль себя, Пейтон и своих друзей, а Пейтон занята приготовлениями к свадьбе. Брук знакомится с актрисой, которая сыграет её в фильме, Нэйтану приходят хорошие новости, а Хэйли вынуждена принять тяжёлое решение. Между тем, Дэн даёт Джейми советы о том, как завоевать понравившуюся девочку. | |                       |                       |                                |
| | |                       |                       |                                |
| 6x17 | You & Me & The Bottle Makes Three Tonight / Нам весело втроём с бутылкой                                      | 16 марта 2009 года    | Грег Пранж            | Тэррэнс Коли                   |
| Пейтон и Лукас узнают, что их малышу грозит опасность. Брук и Джулиан сталкиваются со своими бывшими. Дэн и Дэб остаются присматривать за Джейми, пока Хэйли и Нэйтан празднуют годовщину свадьбы. А, тем временем, Милилсент и Маус делают первые шаги навстречу своим возобновившимся отношениям. | |                       |                       |                                |
| | |                       |                       |                                |
| 6x18 | Searching For A Former Clarity / В поисках былой ясности                                                      | 23 марта 2009 года    | Джо Давола            | Марк Швон                      |
| Лукас и Джулиан сталкиваются с очередными трудностями при съёмках фильма, а Пейтон и Хэйли помогают Мие с новым синглом. Брук приходится разбираться с разбушевавшимся подростком, когда Сэм арестовывают. Между тем, Джейми узнаёт правду о Дэне и Ките. | |                       |                       |                                |
| | |                       |                       |                                |
| 6x19 | Letting Go / Отпуская                                                                                         | 30 марта 2009 года    | Пол Йоханссон         | Дэвид Хэндлман                 |
| Джулиан предлагает Брук переехать жить в Лос-Анджелес. Лукас отводит Нэйтана и Джейми в место, которое много значит для него, а Пейтон готовится к будущему. Сэм и Джек противостоят директору, уволившему Хэйли. Чтобы развеяться и помочь другу забыть о Милли, Скилз берёт Мауса с собой в путешествие. | |                       |                       |                                |
| | |                       |                       |                                |
| 6x20 | I Would For You / Ради тебя                                                                                   | 20 апреля 2009 года   | Питер Б. Ковальски    | Крис Армстронг и Брайан Грасия |
| Опасаясь за здоровье Пейтон, Лукас принимает все трудные решения сам. Виктория возвращается в жизнь и бизнес Брук. Хэйли и Нэйтан спорят из-за будущего Джейми. Маус пытается простить Миллисент. Друг Сэм, Джек, отправляется в приёмную семью - горе девушки от расставания сближает её с Викторией. | |                       |                       |                                |
| | |                       |                       |                                |
| 6x21 | A Kiss To Build A Dream On / Мы построим нашу судьбу на этом поцелуе                                          | 27 апреля 2009 года   | Эрика Дантон          | Карин Гист                     |
| Брук узнаёт нечто важное, что может изменить жизнь Сэм. Нэйтан думает о своём будущем в НБА, а Хэйли получает неожиданное предложение от музыканта Ника Лаше. Джейми и Скилз пытаются излечить свои разбитые сердца на первых школьных танцах Джейми, а Лукас и Пейтон отправляются в дорожное путешествие. | |                       |                       |                                |
| | |                       |                       |                                |
| 6x22 | Show Me How To Live / Научи меня жить                                                                         | 4 мая 2009 года       | Джеймс Лафферти       | Уильям Х. Браун                |
| Брук и Хэйли устраивают Пейтон девичник, а Сэм неожиданно находит общий язык с Викторией. Лукас и Джейми чинят машину Пейтон, а Нэйтан узнаёт, что представитель НБА будет присутствовать на следующей игре. Между тем, Скилз и Лорен идут на неудачное свидание. Сэм уезжает от Брук, чтобы жить со своей родной матерью. | |                       |                       |                                |
| | |                       |                       |                                |
| 6x23 | Forever & Almost Always / Навеки и почти навсегда                                                             | 11 мая 2009 года      | Грег Пранж            | Марк Швон                      |
| Наконец наступает день свадьбы Пейтон и Лукаса, к которым приезжает много неожиданных гостей. Хэйли играет необычную роль в церемонии, а Нэйтан надеется, что его пригласят играть за НБА. Скилз пытается сладить с Джейми, а Брук хочет заставить Джулиана ревновать, флиртуя с Ником Лаше. | |                       |                       |                                |
| | |                       |                       |                                |
| 6x24 | Remember Me As A Time Of Day / Запомните меня счастливой                                                      | 18 мая 2009 года      | Марк Швон             | Марк Швон                      |
| Пейтон поступает в тяжёлом состоянии в больницу. Виктория наконец понимает свою дочь, и возвращает Брук её компанию. Нэйтан узнаёт, что попал в команду НБА. Готовясь к скорой смерти, Дэн просит прощения у того, кому причинил много боли. | |                       |                       |                                |
| | |                       |                       |                                |